# Football Club København 2016-2017
Questa voce raccoglie le informazioni riguardanti il Football Club København nelle competizioni ufficiali della stagione 2016-2017.

## Maglie e sponsor
Lo sponsor tecnico per la stagione 2016-2017 sarà Adidas, mentre lo sponsor ufficiale sarà Carlsberg. La divisa casalinga è bianca con motivi blu. Quella da trasferta è invece nera con motivi blu sulla maglia.

## Rosa 2016-2017
| N. |                       | Ruolo | Calciatore          |
| -- | --------------------- | ----- | ------------------- |
| 1  | Danimarca (bandiera)  | P     | Stephan Andersen    |
| 2  | Norvegia (bandiera)   | D     | Tom Høgli           |
| 3  | Svezia (bandiera)     | D     | Ludwig Augustinsson |
| 4  | Svezia (bandiera)     | D     | Per Nilsson         |
| 5  | Svezia (bandiera)     | D     | Erik Johansson      |
| 6  | Danimarca (bandiera)  | C     | William Kvist       |
| 7  | Slovenia (bandiera)   | C     | Benjamin Verbič     |
| 8  | Danimarca (bandiera)  | C     | Thomas Delaney      |
| 9  | Danimarca (bandiera)  | C     | Bashkim Kadrii      |
| 11 | Danimarca (bandiera)  | A     | Andreas Cornelius   |
| 15 | Svezia (bandiera)     | D     | Mikael Antonsson    |
| 16 | Slovacchia (bandiera) | C     | Ján Greguš          |
| 17 | Danimarca (bandiera)  | C     | Kasper Kusk         |

| N. |                           | Ruolo | Calciatore           |
| -- | ------------------------- | ----- | -------------------- |
| 19 | Paraguay (bandiera)       | A     | Federico Santander   |
| 20 | Danimarca (bandiera)      | D     | Christoffer Remmer   |
| 22 | Danimarca (bandiera)      | D     | Peter Ankersen       |
| 23 | Serbia (bandiera)         | A     | Andrija Pavlović     |
| 24 | Danimarca (bandiera)      | C     | Youssef Toutouh      |
| 25 | Danimarca (bandiera)      | D     | Mathias Jørgensen    |
| 31 | Svezia (bandiera)         | P     | Robin Olsen          |
| 32 | Danimarca (bandiera)      | C     | Danny Amankwaa       |
| 33 | Danimarca (bandiera)      | C     | Rasmus Falk Jensen   |
| 34 | Danimarca (bandiera)      | D     | Marcus Mathisen      |
| 35 | Costa d'Avorio (bandiera) | C     | Aboubakar Keita      |
| 37 | Norvegia (bandiera)       | A     | Julian Kristoffersen |
| 41 | Danimarca (bandiera)      | P     | Kim Christensen      |

## Calciomercato

### Sessione estiva
| Acquisti | Acquisti                  | Acquisti      | Acquisti                   |
| R.       | Nome                      | da            | Modalità                   |
| -------- | ------------------------- | ------------- | -------------------------- |
| C        | Uroš Matić                | Sturm Graz    | definitivo (3 milioni €)   |
| A        | Andrija Pavlović          | Čukarički     | definitivo (2,5 milioni €) |
| C        | Ján Greguš                | Jablonec      | definitivo (1,1 milioni €) |
| P        | Robin Olsen               | PAOK          | definitivo (700000 €)      |
| C        | Rasmus Falk Jensen        | Odense        | gratuito                   |
| D        | Peter Ankersen            | Salisburgo    | ?                          |
| C        | Nicolaj Thomsen           | Nantes        | ?                          |
| C        | Brandur Hendriksson Olsen | Vendsyssel    | fine prestito              |
| A        | Marvin Pourié             | Ufa           | fine prestito              |
| A        | Steve De Ridder           | Zulte Waregem | fine prestito              |

| Cessioni | Cessioni                  | Cessioni     | Cessioni                   |
| R.       | Nome                      | a            | Modalità                   |
| -------- | ------------------------- | ------------ | -------------------------- |
| A        | Nicolai Jørgensen         | Feyenoord    | definitivo (3,5 milioni €) |
| C        | Thomas Delaney            | Werder Brema | definitivo (2 milioni €)   |
| D        | Marcus Mathisen           | Halmstad     | ?                          |
| C        | Brandur Hendriksson Olsen | Randers      | ?                          |
| D        | Kris Stadsgaard           |              | ritiro                     |
| D        | Per Nilsson               |              | ritiro                     |
| P        | Robin Olsen               | PAOK         | fine prestito              |
| P        | Thomas Kaminski           | Anderlecht   | fine prestito              |
| D        | Peter Ankersen            | Salisburgo   | fine prestito              |

## Stagione

### Superligaen 2016-2017
| Copenaghen 16 luglio 2016, ore 18:30 CET                              | Copenaghen | 3 – 0 referto | Lyngby | Parken Stadium |
| \| \| \| \| \| Toutouhr 33’ Verbič 52’ Delaney 55’ \| Marcatori \| \| |            |               |        |                |
|                                                                       |            |               |        |                |
| Toutouhr 33’ Verbič 52’ Delaney 55’                                   | Marcatori  |               |        |                |

| Esbjerg 23 luglio 2016, ore 17:00 CET                                      | Esbjerg   | 0 – 4 referto                            | Copenaghen | Blue Water Arena |
| \| \| \| \| \| \| Marcatori \| 15’ Verbič 55’ Falk 61’ Delaney 71’ Kusk \| |           |                                          |            |                  |
|                                                                            |           |                                          |            |                  |
|                                                                            | Marcatori | 15’ Verbič 55’ Falk 61’ Delaney 71’ Kusk |            |                  |

| Copenaghen 30 luglio 2016, ore 16:00 CET                              | Copenaghen | 4 – 0 referto | Nordsjælland | Parken Stadium |
| \| \| \| \| \| Pavlovic 21’ Falk 39’ Kusk 63’, 69’ \| Marcatori \| \| |            |               |              |                |
|                                                                       |            |               |              |                |
| Pavlovic 21’ Falk 39’ Kusk 63’, 69’                                   | Marcatori  |               |              |                |

| Haderslev 7 agosto 2016, ore 16:00 CET                 | SønderjyskE | 1 – 1 referto | Copenaghen | Haderslev Fodboldstadion |
| \| \| \| \| \| Kroon 63’ \| Marcatori \| 23’ Verbič \| |             |               |            |                          |
|                                                        |             |               |            |                          |
| Kroon 63’                                              | Marcatori   | 23’ Verbič    |            |                          |

| Copenaghen 13 agosto 2016, ore 18:30 CET                                                  | Copenaghen | 3 – 1 referto | Midtjylland | Parken Stadium |
| \| \| \| \| \| Johansson 65’ Dahlin 72’ (aut.) Toutouh 88’ \| Marcatori \| 24’ Poulsen \| |            |               |             |                |
|                                                                                           |            |               |             |                |
| Johansson 65’ Dahlin 72’ (aut.) Toutouh 88’                                               | Marcatori  | 24’ Poulsen   |             |                |

| Copenaghen 20 agosto 2016, ore 18:30 CET                     | Copenaghen | 1 – 1 referto | Aalborg | Parken Stadium |
| \| \| \| \| \| Cornelius 40’ \| Marcatori \| 23’ Bassogog \| |            |               |         |                |
|                                                              |            |               |         |                |
| Cornelius 40’                                                | Marcatori  | 23’ Bassogog  |         |                |

| Brøndby 28 agosto 2016, ore 16:00 CET                        | Brøndby   | 1 – 1 referto | Copenaghen | Stadio Brøndby |
| \| \| \| \| \| Pavlovic 45’ \| Marcatori \| 68’ Hjulsager \| |           |               |            |                |
|                                                              |           |               |            |                |
| Pavlovic 45’                                                 | Marcatori | 68’ Hjulsager |            |                |

| Copenaghen 10 settembre 2016, ore 16:00 CET                             | Copenaghen | 2 – 0 referto | Odense | Parken Stadium |
| \| \| \| \| \| Augustinsson 87’ (rig.) Cornelius 90’ \| Marcatori \| \| |            |               |        |                |
|                                                                         |            |               |        |                |
| Augustinsson 87’ (rig.) Cornelius 90’                                   | Marcatori  |               |        |                |

| Horsens 18 settembre 2016, ore 18:00 CET                    | Horsens   | 0 – 2 referto             | Copenaghen | CASA Arena Horsens |
| \| \| \| \| \| \| Marcatori \| 16’ Cornelius 32’ Delaney \| |           |                           |            |                    |
|                                                             |           |                           |            |                    |
|                                                             | Marcatori | 16’ Cornelius 32’ Delaney |            |                    |

| Randers 21 settembre 2016, ore 18:00 CET                                   | Randers   | 2 – 2 referto      | Copenaghen | Stadio Essex Park Randers |
| \| \| \| \| \| Pourié 41’ Marxen 57’ \| Marcatori \| 19’, 79’ Santander \| |           |                    |            |                           |
|                                                                            |           |                    |            |                           |
| Pourié 41’ Marxen 57’                                                      | Marcatori | 19’, 79’ Santander |            |                           |

| Copenaghen 24 settembre 2016, ore 15:30 CET              | Copenaghen | 2 – 0 referto | Aarhus | Parken Stadium |
| \| \| \| \| \| Santander 72’ Kusk 90’ \| Marcatori \| \| |            |               |        |                |
|                                                          |            |               |        |                |
| Santander 72’ Kusk 90’                                   | Marcatori  |               |        |                |

| Viborg 2 ottobre 2016, ore 16:00 CET | Viborg | 0 – 0 referto | Copenaghen | Viborg Stadion |

| Copenaghen 15 ottobre 2016, ore 18:30 CET                | Copenaghen | 2 – 0 referto | Silkeborg | Parken Stadium |
| \| \| \| \| \| Falk 25’ Cornelius 28’ \| Marcatori \| \| |            |               |           |                |
|                                                          |            |               |           |                |
| Falk 25’ Cornelius 28’                                   | Marcatori  |               |           |                |

| Odense 23 ottobre 2016, ore 16:00 CET                                        | Odense    | 0 – 3 referto                              | Copenaghen | Stadio Fionia Park |
| \| \| \| \| \| \| Marcatori \| 40’ Verbič 47’ (aut.) Tingager 77’ Delaney \| |           |                                            |            |                    |
|                                                                              |           |                                            |            |                    |
|                                                                              | Marcatori | 40’ Verbič 47’ (aut.) Tingager 77’ Delaney |            |                    |

| Herning 30 ottobre 2016, ore 18:00 CET                                      | Midtjylland | 1 – 3 referto                   | Copenaghen | MCH Arena |
| \| \| \| \| \| Pusic 90’ \| Marcatori \| 3’, 28’ Santander 85’ Cornelius \| |             |                                 |            |           |
|                                                                             |             |                                 |            |           |
| Pusic 90’                                                                   | Marcatori   | 3’, 28’ Santander 85’ Cornelius |            |           |

| Copenaghen 6 novembre 2016, ore 18:00 CET                                    | Copenaghen | 4 – 0 referto | SønderjyskE | Parken Stadium |
| \| \| \| \| \| Cornelius 19’ Toutouh 25’, 66’ Delaney 28’ \| Marcatori \| \| |            |               |             |                |
|                                                                              |            |               |             |                |
| Cornelius 19’ Toutouh 25’, 66’ Delaney 28’                                   | Marcatori  |               |             |                |

| Aalborg 18 novembre 2016, ore 20:15 CET                              | Aalborg   | 1 – 2 referto       | Copenaghen | Aalborg Stadion |
| \| \| \| \| \| Börsting 45+1’ \| Marcatori \| 4’ Delaney 42’ Falk \| |           |                     |            |                 |
|                                                                      |           |                     |            |                 |
| Börsting 45+1’                                                       | Marcatori | 4’ Delaney 42’ Falk |            |                 |

| Lyngby-Taarbæk 26 novembre 2016, ore 18:00 CET | Lyngby    | 0 – 1 referto | Copenaghen | Stadio Lyngby |
| \| \| \| \| \| \| Marcatori \| 11’ Toutouh \|  |           |               |            |               |
|                                                |           |               |            |               |
|                                                | Marcatori | 11’ Toutouh   |            |               |

| Copenaghen 29 novembre 2016, ore 20:00 CET                              | Copenaghen | 4 – 0 referto | Viborg | Parken Stadium |
| \| \| \| \| \| Gregus 27’, 82’ Kusk 38’ Ankersen 72’ \| Marcatori \| \| |            |               |        |                |
|                                                                         |            |               |        |                |
| Gregus 27’, 82’ Kusk 38’ Ankersen 72’                                   | Marcatori  |               |        |                |

| Copenaghen 3 dicembre 2016, ore 18:30 CET  | Copenaghen | 1 – 0 referto | Randers | Parken Stadium |
| \| \| \| \| \| Falk 13’ \| Marcatori \| \| |            |               |         |                |
|                                            |            |               |         |                |
| Falk 13’                                   | Marcatori  |               |         |                |

| Århus 11 dicembre 2016, ore 16:00 CET                | Aarhus    | 0 – 1 referto      | Copenaghen | Atletion |
| \| \| \| \| \| \| Marcatori \| 4’ (aut.) Andersen \| |           |                    |            |          |
|                                                      |           |                    |            |          |
|                                                      | Marcatori | 4’ (aut.) Andersen |            |          |

### UEFA Champions League

#### Secondo turno

##### Andata
| Arbitro: | Stephan Klossner |

|  |           |                                     |
|  | Marcatori | 6’ Santander 40’ Cornelius 53’ Falk |

##### Ritorno
| Arbitro: | Ante Vučemilović |

|                                                                           |           |  |
| Pavlović 15’ Mitchell 45̹̟+1’ (aut.) Cornelius 48’, 76’ Falk 58’ Greguš 68’ | Marcatori |  |

#### Terzo turno

##### Andata
| Arbitro: | István Vad |

|                    |           |             |
| Filipe Teixeira 7’ | Marcatori | 64’ Delaney |

##### Ritorno
| Arbitro: | Liran Liany |

|                                    |           |  |
| Cornelius 14’, 74+1’ Santander 34’ | Marcatori |  |

#### Spareggio

##### Andata
| Arbitro: | Pavel Královec |

|              |           |  |
| Pavlovic 43’ | Marcatori |  |

##### Ritorno
| Nicosia 24 agosto 2016, ore 20:45 CET | APOEL | – | Copenaghen | Stadio Neo GSP |

### UEFA Europa League

#### Sedicesimi di finale

##### Andata
| Arbitro: | Ivan Bebek |

|            |           |                              |
| 81’ Keșerü | Marcatori | 2’ (Aut.) Anicet 53’ Toutouh |

##### Ritorno
| Copenaghen 23 febbraio 2017, ore 21:05 CET | Copenaghen       | 0 – 0 referto | Ludogorec | Parken Stadium (17,064 spett.)\| Arbitro: \| Miroslav Zelinka \| |
| Arbitro:                                   | Miroslav Zelinka |               |           |                                                                  |

#### Ottavi di finale

##### Andata
| Arbitro: | Artur Soares Dias |

|                       |           |             |
| 1’ Falk 60’ Cornelius | Marcatori | 32’ Dolberg |

##### Ritorno
| Arbitro: | Ivan Kružliak |

|                                 |           |  |
| 23’ Traoré 45+2’ (Rig.) Dolberg | Marcatori |  |

## Statistiche
- Vittorie: 7
- Vittorie in casa: 5
- Vittorie in trasferta: 2
- Pareggi: 2
- Pareggi in casa: 0
- Pareggi in trasferta: 2
- Sconfitte: 0
- Sconfitte in casa: 0
- Sconfitte in trasferta: 0
- Gol fatti: 28
- Gol subiti: 3
- Differenza reti: +25
- Miglior marcatore:  Andreas Cornelius (5)
- Miglior vittoria:  Copenaghen 6-0  Crusaders
- Peggior sconfitta:
- Vittoria con più gol segnati:  Copenaghen 6-0  Crusaders
- Sconfitta con più gol subiti:
- Partita con più gol:  Copenaghen 6-0  Crusaders